# John Harley
John Harley (Glasgow, Escocia, 5 de mayo de 1886, Montevideo, Uruguay, 15 de mayo de 1960) fue un futbolista y entrenador de fútbol escocés nacionalizado uruguayo, que se destacó también en la Argentina.

## Trayectoria
Estando en Peñarol, fue el primer gran jugador en el puesto de centro half del club. Mítica posición que a lo largo de la historia sería ocupado por jugadores como Gestido, Obdulio Varela o el Tito Gonçalves.
Enseñó su manera de jugar al fútbol con pases cortos y la pelota al ras del piso, estilo de juego que llevaría a la victoria a la Selección de fútbol de Uruguay en 1924 y 1928, así como también en la Copa Mundial de 1930.
Luego de retirarse de la actividad deportiva permaneció en su Montevideo, donde años después volvería a su querido Peñarol pero como director técnico.

## En Argentina
Harley se mudó a la Argentina en 1906 para trabajar en el ferrocarril de Bahía Blanca, en Rosario y, desde 1908, en el del Oeste. Ese año, jugó en el Club Ferro Carril Oeste, que entonces llevaba dos años de existencia y militaba en la Segunda División del fútbol argentino. Disputó un total de 5 partidos y no convirtió ningún gol y colaboró así con la clasificación de su equipo para la final por el ascenso a la primera categoría, cosa que no lograría sino hasta 1912.

## Selección nacional
Luego de las buenas actuaciones con el Club Atlético Peñarol, Harley fue nacionalizado uruguayo para participar con la selección de aquel país. Ha sido internacional con la Selección de fútbol de Uruguay en 17 ocasiones sin marcar goles.

## Clubes

### Como jugador
| Club               | País      | Año       | Partidos | Goles |
| ------------------ | --------- | --------- | -------- | ----- |
| Ferro Carril Oeste | Argentina | 1906-1908 | 5        | 0     |
| Peñarol            | Uruguay   | 1909-1920 | 183      | 6     |

### Como entrenador
| Club               | País    | Año       |
| ------------------ | ------- | --------- |
| Selección uruguaya | Uruguay | 1909-1910 |
| Peñarol            | Uruguay | 1942      |

## Palmarés

### Campeonatos nacionales
| Título              | Club    | País    | Año  |
| ------------------- | ------- | ------- | ---- |
| Campeonato Uruguayo | Peñarol | Uruguay | 1911 |
| Campeonato Uruguayo | Peñarol | Uruguay | 1918 |

### Campeonatos internacionales
| Título                 | Club    | País    | Año  |
| ---------------------- | ------- | ------- | ---- |
| Cup Tie Competition    | Peñarol | Uruguay | 1916 |
| Copa de Honor Cusenier | Peñarol | Uruguay | 1918 |